# MOVIE5 1/2
「MOVIE5 1/2」（ムービー5 1/2）は、日本のロックバンド、ユニコーンのビデオクリップ集。

## 解説
- 解散後に発売された2作目のビデオクリップ集。
- 初回生産限定盤として、ランチボックス仕様、バンダナ・ステッカー入りという豪華仕様で発売された。
- 本作は後に「MOVIE9 1/2」にまとめられたため、DVDで発売されていない。

## 収録曲
1. 働く男
PVが過激なため規制がかかり、放送できなかった。これによりまったくプロモーションできなかったという。
2. 命果てるまで
こちらも規制がかかり放送できず。
3. ブルース
4. ヒゲとボイン
3Dメガネを使うことで映像が飛び出すように撮影するも失敗。詳細は項目にて。
5. ニッポンへ行くの巻
6. 雪が降る町
7. すばらしい日々
本来は空撮で撮影する予定だったが、雨天による濃霧のためにヘリが撮影位置を確認できず中止になり、地上での撮影となった。

全監督：板屋宏幸
「命果てるまで」監督：Marcus Von Nispel
「雪が降る町」監督：Shinichi Osawa